# كونيو كوباياشي
كونيو كوباياشي هو لاعب كاراتيه ياباني، ولد في 5 يوليو 1967 في طوكيو في اليابان.